# Dezső Bánffy
Dezső (Desiderius) Baron Bánffy von Losoncz (* 28. Oktober 1843 in Klausenburg, damals Königreich Ungarn; † 24. Mai 1911 in Budapest) war als Ministerpräsident Ungarns von 1895 bis 1899 ein führender Politiker Österreich-Ungarns.

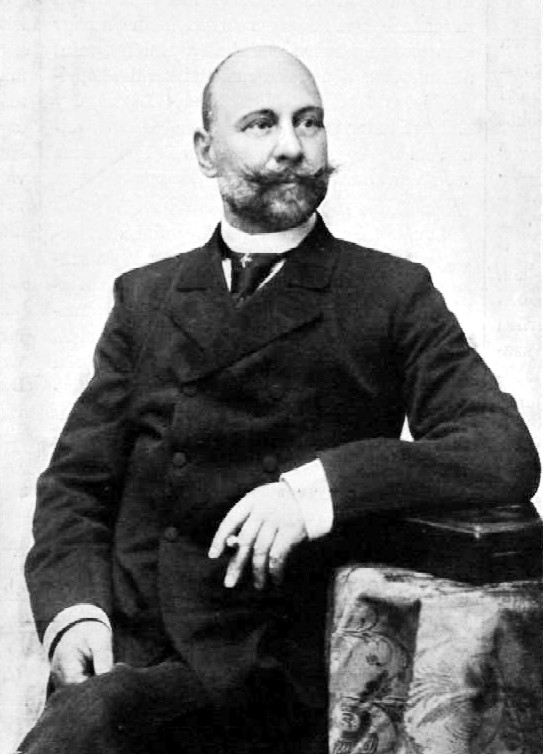
Dezső Bánffy (1895)

## Leben
Dezső war der Sohn von Dániel Bánffy (1812–1886), einem Baron mit nur „bescheidenem Grundbesitz“ und seiner Frau Anna Gyárfás (1821–1902). Er studierte an den Universitäten von Berlin und Leipzig. Ab 1875 war er Obergespan in mehreren Komitaten Siebenbürgens. Dort setzte er sich nachhaltig für die Magyarisierung des Landes ein, weshalb er von seinen eigenen Landsleuten die Bezeichnung „Dobokaer Pascha“ erhielt.
Er wurde 1892 als Mitglied der Liberalen Partei Präsident des Abgeordnetenhauses im ungarischen Reichstags. Beim Begräbnis des Nationalhelden Lajos Kossuth empörte er die öffentliche Meinung durch seine demonstrative Abwesenheit.

### Ministerpräsident
Als mit 15. Januar 1895 überraschend vom König ernannter Ministerpräsident, führte er gegen heftigen Widerstand der katholischen Kirche und der Katholischen Volkspartei eine Kirchenrechtsreform durch. Auch in den turnusmäßigen Ausgleichsverhandlungen 1897 mit Österreich war er vorerst erfolgreich.

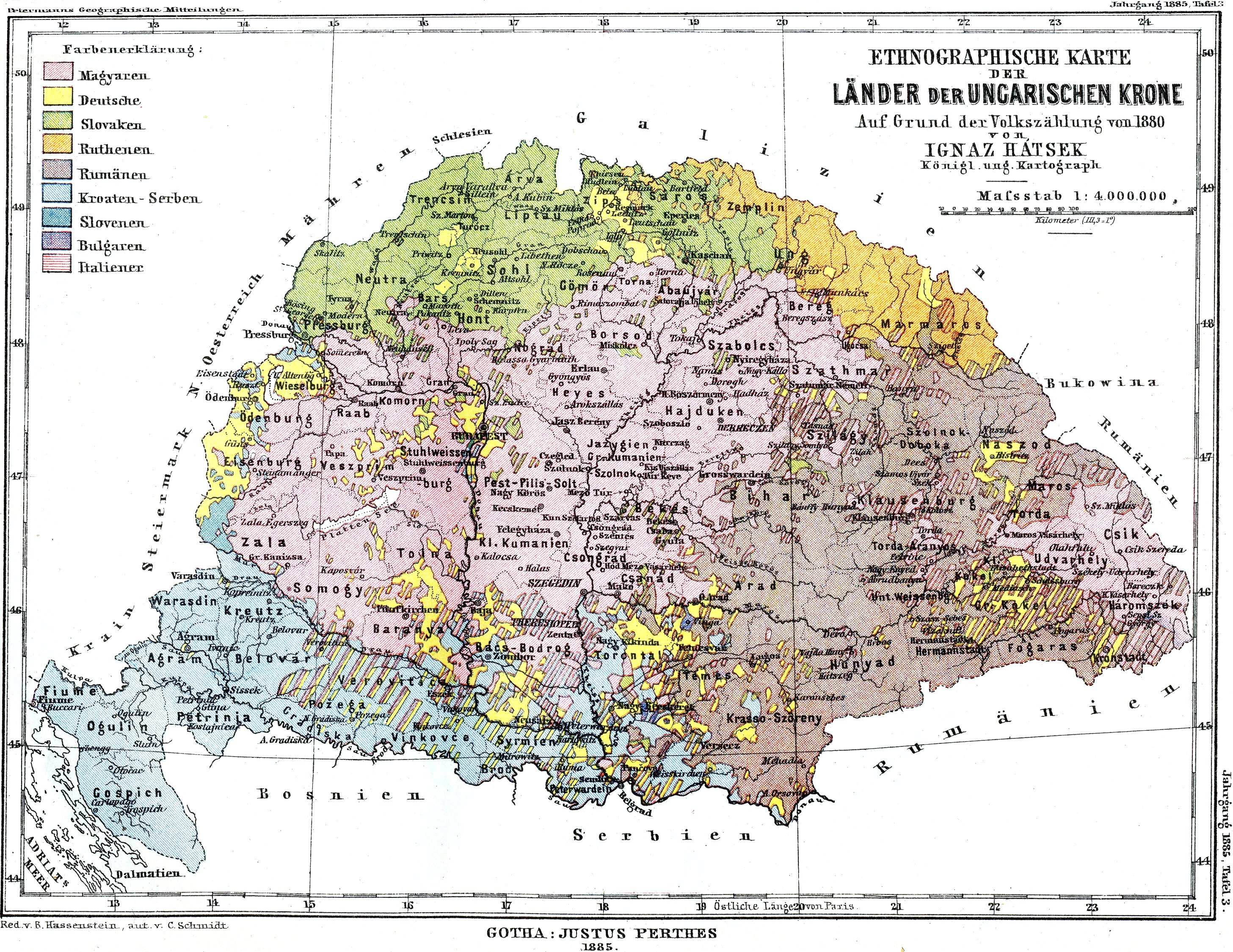
Ethnographische Karte des Königreichs Ungarn

Er institutionalisierte und bürokratisierte die Nationalitätenpolitik, verbunden mit Repressalien für die Minderheiten im Königreich. Bánffy erhob dabei die Idee des ungarischen Nationalstaates zum Regierungsprogramm: „Der Nationalstaat sollte unter anderem durch Magyarisierung von Ortsnamen, Familiennamen und durch intensiven Sprachunterricht verwirklicht werden“. Der Sprachenstreit mit den Minderheiten war für ihn nur vorgeschoben: „die Frage der Sprache ist nur ein Mittel, das eigentliche Ziel ist, eine föderalistische Politik in Ungarn einzuführen“.
Seine Regierung wird in der Forschung als intolerant, chauvinistisch und repressiv bezeichnet.
Die schon von seinen Vorgängern seit Kálmán Tisza betriebene Politik der Magyarisierung, die vor allem unter der slowakischen und deutschen Bevölkerung Transleithaniens Erfolge verzeichnete, ließ den Bevölkerungsanteil der Magyaren auf knapp über die Hälfte anwachsen. Zwischen 1880 und 1910 stieg der Prozentsatz der sich als Magyaren bekennenden Bürger Ungarns (ohne Kroatien) von 44,9 auf 54,6 %. Mit Hilfe des reaktionären Wahlrechts, das nur den privilegierten Teil der Bevölkerung zur Wahl zuließ – 1913 waren nur 7,7 % der Gesamtbevölkerung wahlberechtigt (oder durften öffentliche Ämter bekleiden) – wurde die reaktionäre Struktur des Vielvölkerstaates Ungarn zementiert.
Am 16. Mai 1895 erzwang Bánffy den Rücktritt von Außenminister Gustav Kálnoky, weil er dessen Balkanpolitik gegenüber Russland für zu schwach hielt.
Auch für Gewerkschafter und Sozialdemokraten war seine autoritäre Regierungszeit „eine Zeit der Restriktionen und Schikanen“.
Anfang 1899 gipfelten die wachsenden Auseinandersetzungen mit der parlamentarischen Opposition in einem Duell Bánffys mit seinem heftigsten Gegner Nándor Horánszky. Am 26. Februar 1899 trat Bánffy als Regierungschef zurück.

### Spätere Jahre

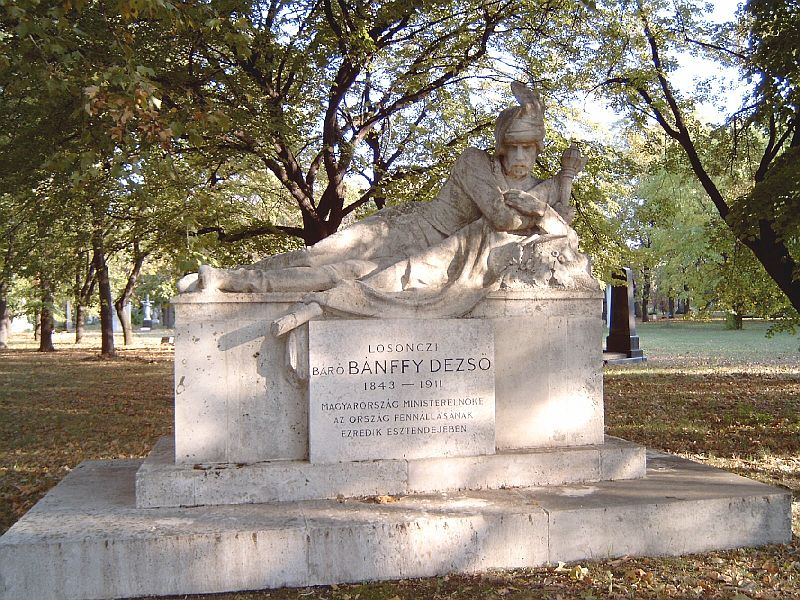
Grabmal am Kerepesi temető

Nach seinem Rücktritt als Ministerpräsident ernannte ihn der König zu seinem Obersthofmeister. 1904 trat er von diesem Posten zurück und wurde als Vorsitzender der von ihm gegründeten Neuen Partei (Új Párt) erneut Abgeordneter des Reichstags. Dort war er Mitglied der Opposition und scharfer Kritiker der Regierung von István Tisza.

## Schriften
- A magyar nemzetiségi politika. Légrády Testvérek, Budapest 1903 (dt. Die ungarische Nationalitätenpolitik).